# Dominique du Gabre
Dominique du Gabre (mort à Paris le 1er février 1558), est un ecclésiastique qui fut évêque de Lodève de 1547 à 1558.

## Biographie
Dominique du Gabre naît dans une famille modeste de Gascogne. Il devient le protégé du cardinal de Tournon dont il est le vicaire-général à l'archevêché d'Auch et qui favorise sa carrière. Commandeur de Villedieu-lès-Bailleul en Normandie, protonotaire apostolique, premier aumônier du Roi, il exerce des charges importantes : trésorier des armées à Ferrare (1552-1554) puis ambassadeur à Venise (1554-1558). 
Il reçoit l’évêché de Lodève à la résignation de son prédécesseur le cardinal italien Guido Ascanio Sforza di Santa Fiora. Sur le point de quitter Paris pour se rendre dans son diocèse, il tombe malade et meurt à l'abbaye de Saint-Germain-des-Prés où il est inhumé dans la chapelle Saint-Casimir. Après sa mort, le roi désigne comme évêque Jean Hennuyer qui est son premier aumônier et le doyen de église Saint-Germain-l'Auxerrois de Paris mais ce dernier est immédiatement transféré à l'évêché de Lisieux.